# Marienerscheinungen und Wallfahrt in Lourdes

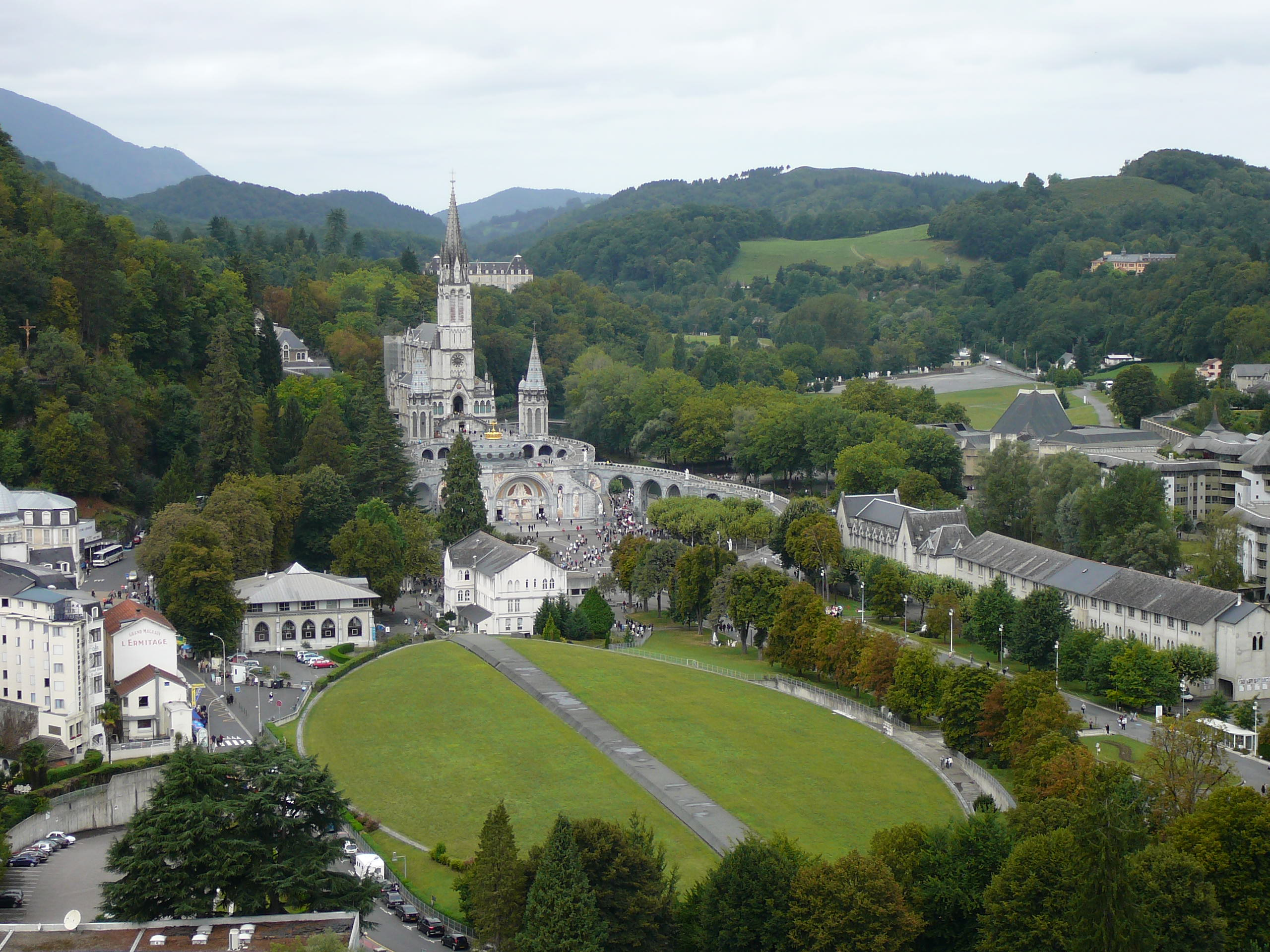
Gesamtansicht des Heiligen Bezirkes mit den drei Basiliken

Lourdes ist einer der weltweit meistbesuchten Wallfahrtsorte. Es liegt in Südwestfrankreich nahe der spanischen Grenze. Die Wallfahrt nach Lourdes begann mit einer Serie von insgesamt 18 Marienerscheinungen vom 11. Februar bis zum 16. Juli 1858.

## Erscheinungen

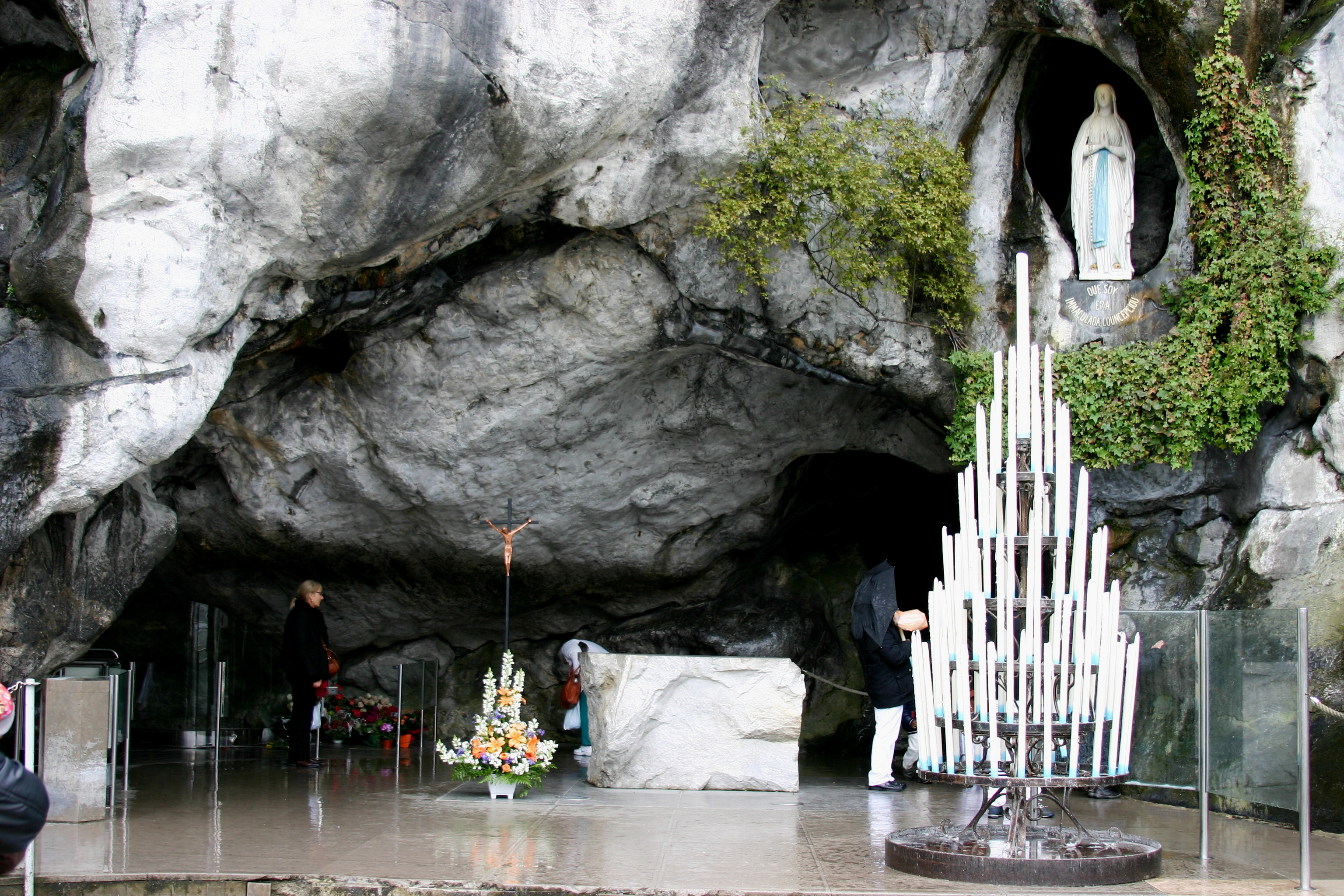
Grotte von Massabielle mit der Marienfigur von Joseph-Hugues Fabisch

Ab dem 11. Februar 1858 soll der vierzehnjährigen Bernadette Soubirous an der Grotte von Massabielle beim Fluss Gave de Pau wiederholt die Mutter Gottes erschienen sein. Bernadette sammelte Holz, als ihr eine wunderschöne Dame in der Grotte erschien. Die Erscheinung soll weiß gekleidet und blau gegürtet gewesen sein. Die Grotte von Massabielle war zu jener Zeit ein Ort, an dem unter anderem Müll verbrannt und Schweine gehütet wurden.
Während einer dieser Visionen legte Bernadette eine Quelle in der Grotte frei, deren Wasser als heilkräftig gilt. Jährlich pilgern vier bis sechs Millionen Besucher nach Lourdes und Tausende nehmen – im festen Glauben an eine mögliche Heilung – Bäder im Quellwasser. Untersuchungen konnten keine außergewöhnliche Mineralstoffzusammensetzung des Quellwassers feststellen, es hat aber Trinkwasserqualität.
Die kirchlichen und weltlichen Oberen sahen diese Erscheinungen, die am 16. Juli 1858 endeten, zunächst mit Argwohn und versuchten, die Menschenaufläufe zu verhindern. Erst nach einiger Zeit glaubten auch Priester und Bischöfe dem Mädchen. Als der Dorfpfarrer Dominique Peyramale Bernadette aufforderte, die Erscheinung nach ihrem Namen zu fragen, überbrachte Bernadette als Antwort „Ich bin die Unbefleckte Empfängnis“ – ein theologischer Terminus, der erst kurz zuvor vom Papst dogmatisiert worden war. Peyramale meinte, dass Bernadette als ungebildete Tochter eines verarmten Müllers diesen Begriff kaum habe kennen können. Daraufhin war er von der Authentizität der Erscheinung überzeugt.

## Heiliger Bezirk

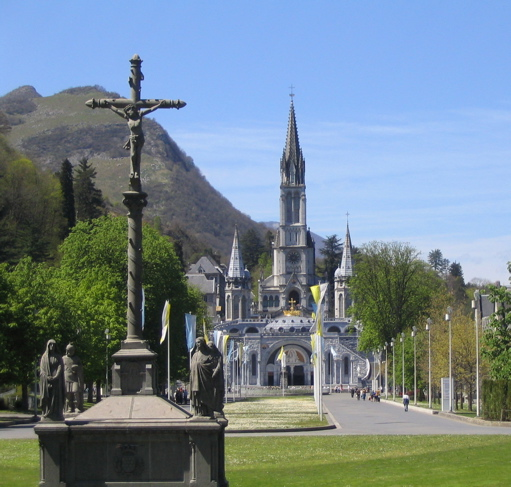
Heiliger Bezirk in Lourdes mit dem Rosenkranz-Platz

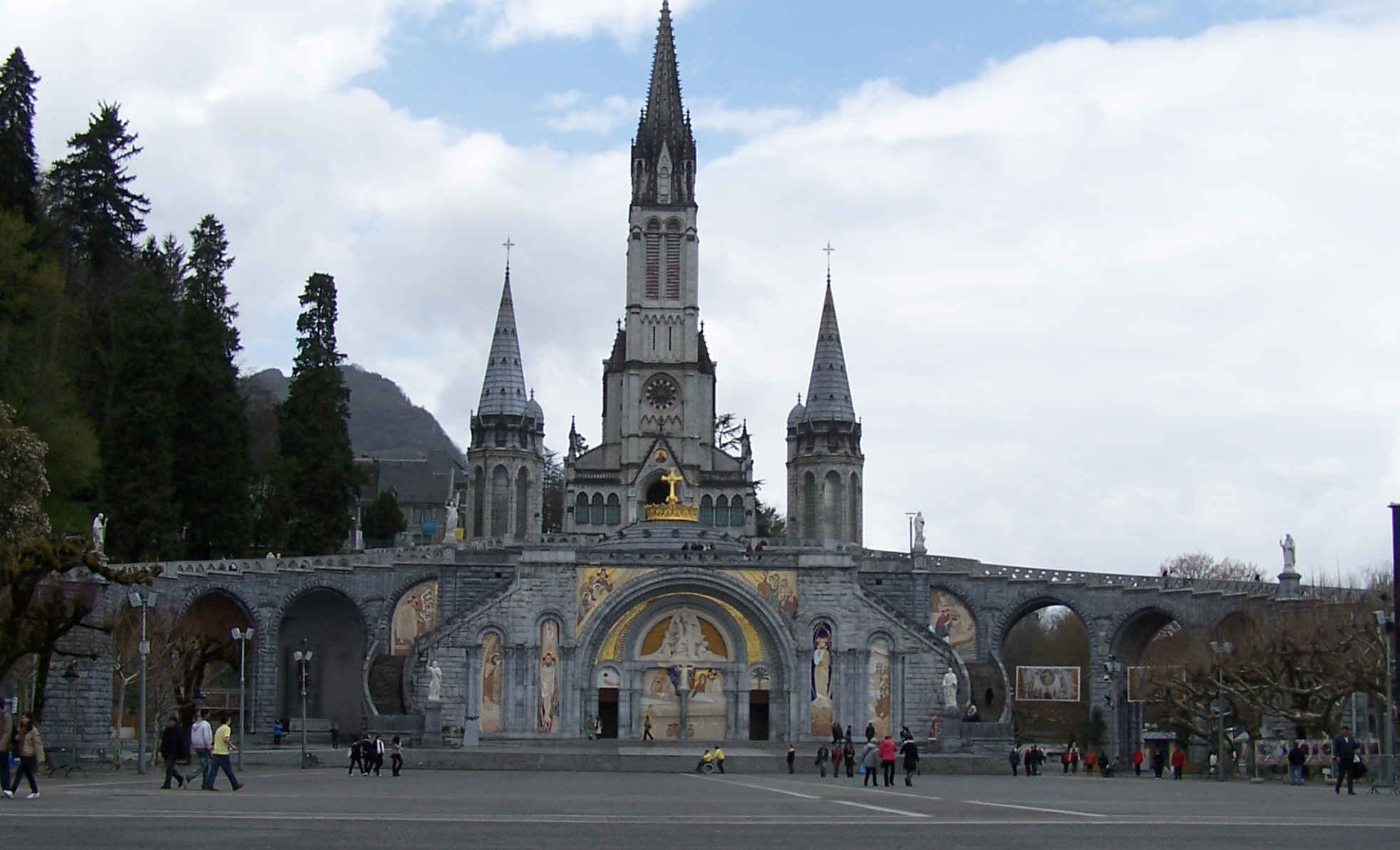
Rosenkranz-Basilika, im Hintergrund die drei Türme der Oberen Basilika

Als den Heiligen Bezirk bezeichnet man den Bereich in Lourdes, in dem sich die Grotte von Massabielle, verschiedene Kirchen und das Krankenhaus für die kranken Pilger befinden. Aus der Grotte entspringt eine Quelle mit dem Lourdeswasser, der Wunderheilungen nachgesagt werden. Die Grotte selbst ist nicht geschmückt, in einer Nische rechts oben steht die bekannte Marienstatue des Bildhauers Joseph-Hugues Fabisch aus dem Jahre 1864. Der Franzose näherte seine Darstellung der Dame an die Beschreibung der heiligen Bernadette an. An jener Stelle soll Bernadette die unbefleckt empfangene Jungfrau Maria auch erschienen sein.
Zwischen der Grotte und dem Fluss wurde nach Anerkennung der Marienerscheinungen eine Esplanade errichtet, um Pilgern den Zugang zur Grotte zu erleichtern. Prozessionen durch die Grotte mit ihrem Steinaltar sind möglich, die Quelle ist jedoch mit Glas bedeckt. Vor der Grotte stehen Sitzbänke, um Pilgern das Gebet zu ermöglichen. Das Aussehen der Grotte ist vermutlich nicht mehr jenes wie zum Zeitpunkt der Marienerscheinungen Bernadettes.

Gekrönte Madonna im Heiligen Bezirk

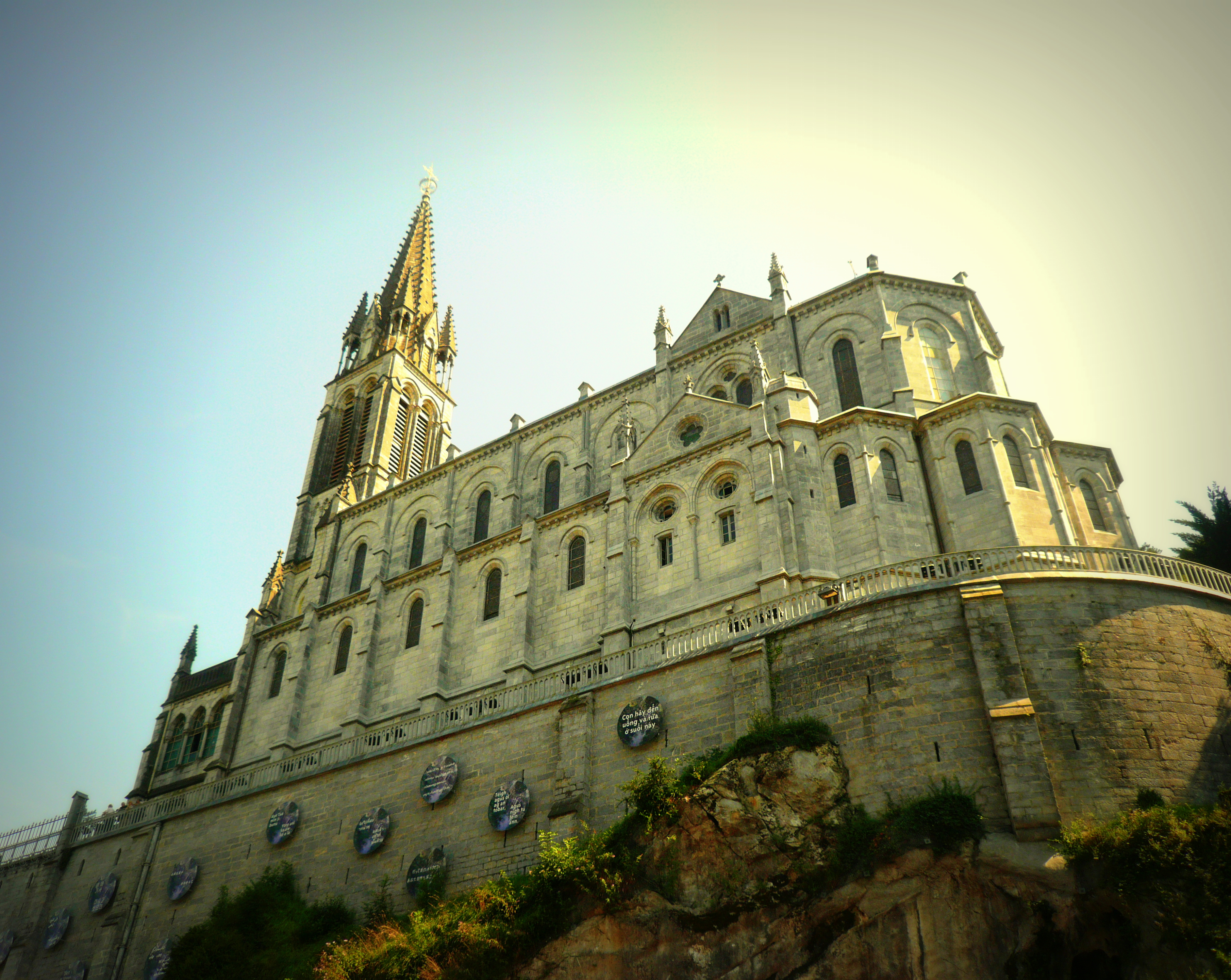
Mariä-Empfängnis-Basilika von der Grotte aus gesehen

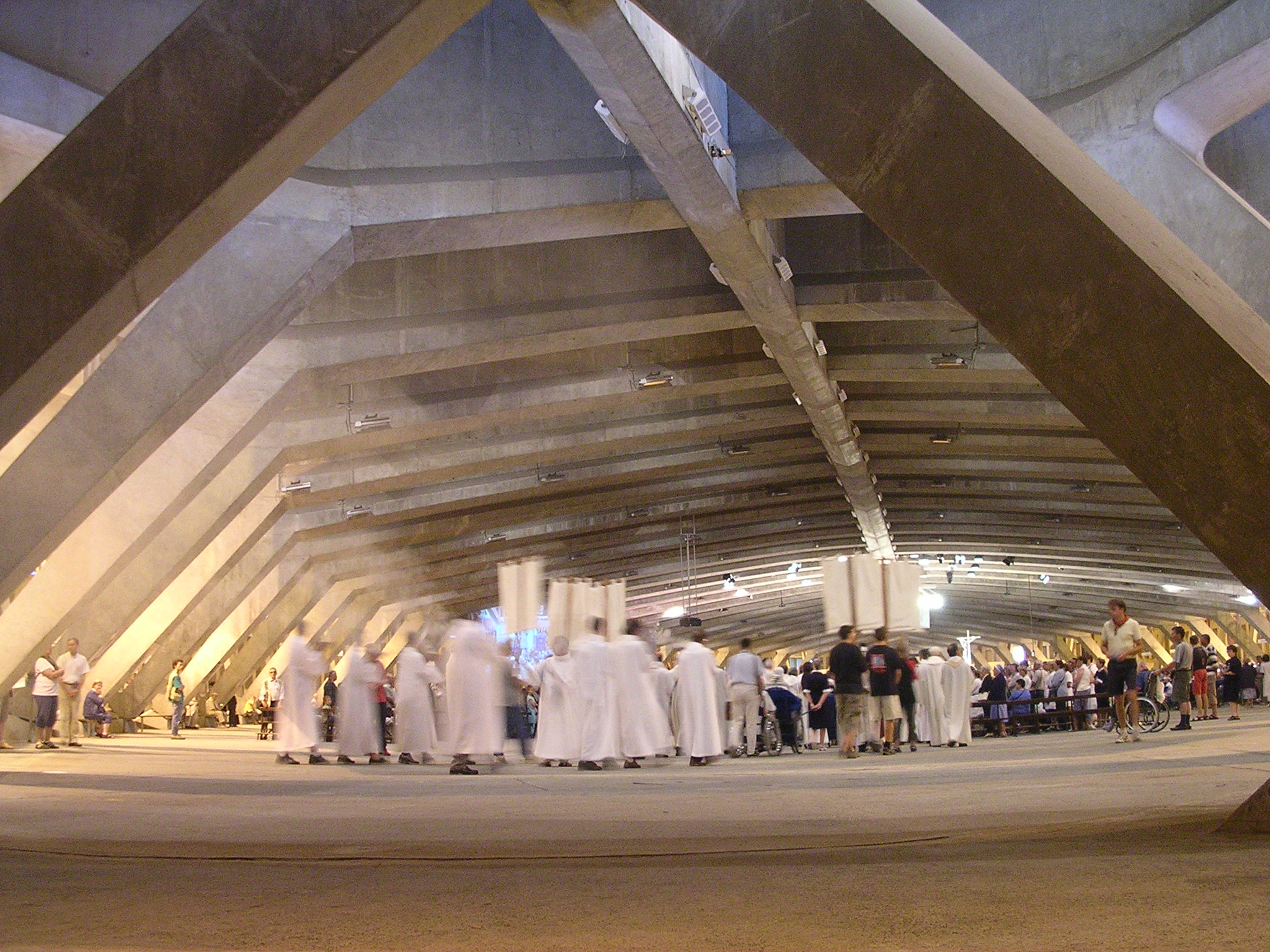
Unterirdische Basilika Pius X.

Um die Grotte herum entstand nach und nach ein Heiliger Bezirk mit mehreren großen Kirchen, Kapellen und Plätzen, um die wachsenden Pilgerströme aufzunehmen. Das älteste Bauwerk, das zum Gedenken an die Marienerscheinungen errichtet wurde, ist die 1866 geweihte Krypta, an deren Bau auch Bernadettes Vater François beteiligt war. Die kleine Kirche hat mächtige Säulen, auf denen die 1871 vollendete, im neugotischen Baustil errichtete Mariä-Empfängnis-Basilika ruht. Direkt östlich an den Sakralbau angeschlossen befindet sich die Rosenkranz-Basilika mit der vergoldeten Krone auf der Kuppel. Von der Rosenkranz-Basilika führt der große Rosenkranz-Platz, ein Prozessions-Platz mit der gekrönten Marienstatue, weg in Richtung der 1958 zum 100-jährigen Jubiläum der Marienerscheinungen konsekrierten unterirdischen Basilika, die 25.000 Menschen fasst und Papst Pius X. geweiht ist.
Im Jahr 1988 wurde am gegenüberliegenden Gave-de-Pau-Ufer die Kirche St. Bernadette ⊙ geweiht. Dieser Sakralbau ist nicht mehr Teil des ursprünglichen, zentralen Wallfahrtsbezirks. Er wurde nach den Plänen des Architekten Jean-Paul Félix errichtet und fasst etwa 5 000 Besucher. Jeden Herbst findet die Vollversammlung der französischen Bischöfe in der Bernadette-Kirche statt. Die Kirche erinnert an jene Stelle, an der Bernadette Soubirous stand, als sie die 18. und letzte Marienerscheinung hatte. Zuvor wurde sie von der Polizei daran gehindert, zur Grotte zu gelangen.

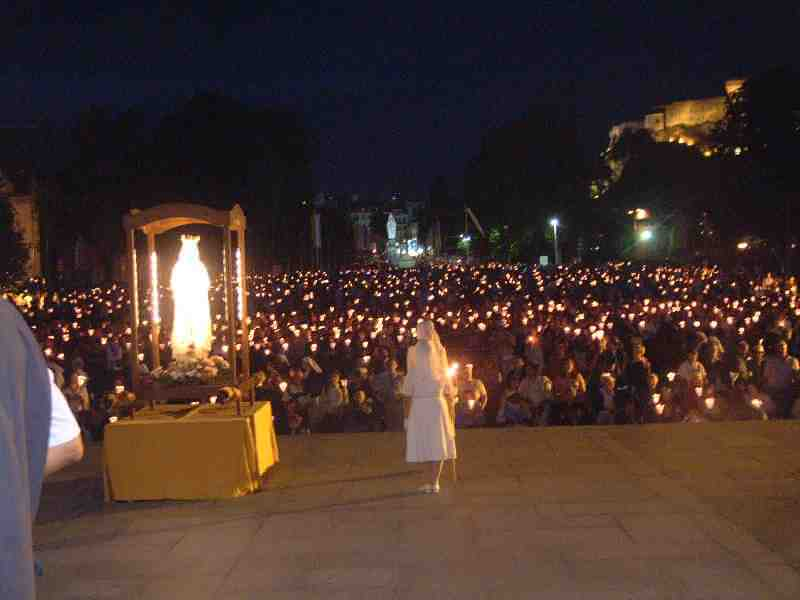
Lichterprozession in Lourdes

Der Ort zieht seither Millionen von Pilgern an, darunter viele Kranke, die sich vom Wasser, dem Wunderheilungen zugesprochen werden, Hilfe versprechen, von den fast 7.000 Fällen, die im medizinischen Büro seit seiner Gründung gemeldet wurden, hat die römisch-katholische Kirche bisher 70 Heilungen als Wunder anerkannt. An zahlreichen Orten gibt es weltweit Nachbildungen der Grotte, sogenannte Lourdesgrotten.

## Gedenktag
An die Erscheinungen erinnert der Gedenktag Unserer Lieben Frau in Lourdes (Beatae Mariae Virginis de Lapurdo), den die katholische Kirche am 11. Februar als Marienfest feiert (nichtgebotener Gedenktag im Allgemeinen Römischen Kalender).

## Wunderheilungen
Die erste von der römisch-katholischen Kirche als Wunder angesehene Heilung ereignete sich, als Catherine Latapie nachts zu der Quelle ging und ihren teilweise gelähmten Arm in die Quelle tauchte. Der zuständige Ortsbischof, Bertrand Sévère Laurence von Tarbes, erkannte am 18. Januar 1862, vier Jahre nach den Erscheinungen diese im Namen der Kirche als echt an, woran eine Marmortafel in der Grotte erinnert. 
"Die Unbefleckte Gottesmutter Maria, [die] tatsächlich Bernadette Soubirous am 11. Februar 1858 und an den folgenden Tagen insgesamt 18 mal in der Grotte von Massabielle in der Nähe der Stadt Lourdes erschienen ist; dass diese Erscheinung alle Merkmale der Wahrheit trägt und dass die Gläubigen berechtigt sind, daran mit Gewissheit zu glauben."
Gründe dafür waren das glaubwürdige Auftreten Bernadette Soubirous’, die Heilung mehrerer Kranker nach Genuss des Wassers und wiederholte Berichte vom Auftreten der Erscheinung. Von den fast 7.000 Heilungen, die im medizinischen Büro seit seiner Gründung gemeldet wurden, hat die römisch-katholische Kirche bis heute 70 als Wunder anerkannt.
Geheilt wurden nach Angaben der offiziellen Website Menschen aus allen Schichten und jeder Altersklasse. Zu den geheilten Krankheiten gehören u. a. Multiple Sklerose, Tuberkulose, Infektionskrankheiten, Knochenkrebs. Delizia Cirolli wurde von Knochenkrebs geheilt, ihre Heilung gilt als die 65. der von der Kirche als Wunder anerkannten Heilungen. Nicht geheilt wurden Erbkrankheiten.
Der Report Lourdes cures and their medical assessment aus dem Jahr 1984 befasste sich unter anderem mit dem Thema der Wunderheilungen in Lourdes kritisch. Der Autor St. John Downling untersuchte darin beispielsweise den Fall einer 26-jährigen Patientin, die 1954 in Lourdes eine wundersame Heilung des Budd-Chiari-Syndromes (einer Lebererkrankung) erfuhr, die 1963 von einer kirchlichen ärztlichen Kommission anerkannt wurde. Die Patientin starb 1970 an den Folgen ihres neu ausgebrochenen Leidens.